# Zánka-Köveskál vasútállomás
Zánka-Köveskál vasútállomás egy Veszprém vármegyei vasútállomás, melyet a MÁV üzemeltet Zánka településen. A falu központjában található, a másik névadó település, Köveskál központjától több mint 6 kilométerre délkeletre. Neve elsősorban buszjáratok kapcsolódása miatt utal az utóbbi községre.
Közúti megközelítését a 73 306-os út biztosítja, amely a 7313-as útból ágazik ki Zánka központjában Rákóczi Ferenc utca néven, keresztezi a 71-es főutat is, annak 59+350-es kilométerszelvényénél, majd kicsivel több mint másfél kilométer után, már Vérkúti út néven éri el az állomás térségének déli részét.

## Története
Az állomás a vonal építésekor, 1909-ben létesült, már ekkor is a mai nevén. Neve - hasonlóan a szomszédos Balatonakali-Dörgicse és a korábbi Révfülöp-Kővágóörs állomásokhoz - a távolabbi, viszont akkor jelentősebb, Zánkánál akkor kétszerte nagyobb, egykor mezővárosi címet viselő település nevét is tartalmazta.
Az épület MÁV HÉV (azaz Magyar Államvasutak helyi érdekű vasúti) III. osztályú típusterv alapján készült, eredetileg a vonalra jellemző fadíszekkel, ezeket egy későbbi felújítás során eltávolították, a homlokzati ablakok kiosztását és a tető szerkezetét megváltoztatták. 
A vonalat gőzös üzemre tervezték, ezzel összefüggésben Zánka-Köveskál vízállomás lett, azaz tudtak vizet vételezni az itt megálló gőzmozdonyok.
Teherforgalmat kezdetben a Hegyestűn működő bazaltbánya - ennek helyén ma geológiai bemutatóhely működik -, később a Badacsonyvidéki pincegazdaság generált. A kocsirakományú áruforgalom - a közúti fuvarozás terjedésével - visszaesett, 1976. január 1-jétől az állomáson megszűnt.
Az eredetileg háromvágányos állomást 1967-ben korszerűsítették, négyvágányosították, a peronokat meghosszabbították, a Domino 55 típusú biztosítóberendezés számára új épületet létesítettek. A vasútállomás mellett az 1970-es években négylakásos társasházat épített a vasút. Érdekesség, hogy a vasútvonal felújítási munkáit a Néphadsereg vasútépítő alakulata végezte, amit Zánkán, a vasúttól délre egy barakktáborban szállásoltak el. Később ez lett - 2015-ig - a MÁV üdülője.
1986. július 15-én kisebb vasúti baleset történt az állomáson, amelynek következtében egy személyvonat 9 kocsija kisiklott és 6 ember megsérült. A baleset oka az volt, hogy a váltón fenntartási munkákat végeztek, és nem forgalombiztos állapotban adták át a forgalomnak.  

## Vasútvonalak
Az állomást az alábbi vasútvonalak érintik:
- Börgönd–Szabadbattyán–Tapolca-vasútvonal

## Kapcsolódó állomások
A vasútállomáshoz az alábbi állomások vannak a legközelebb:
- Zánka-Erzsébettábor megállóhely (Börgönd–Szabadbattyán–Tapolca-vasútvonal)
- Balatonszepezd megállóhely (Börgönd–Szabadbattyán–Tapolca-vasútvonal)

## Forgalom
| Járat                        | Útvonal | Gyakoriság                  |
| ---------------------------- | --- | --------------------------- |
| személyvonat                 | Székesfehérvár – Maroshegy – Szabadbattyán – Polgárdi-Ipartelepek – Polgárdi – Füle – Balatonfőkajár felső – Csajág – Balatonakarattya – Csittényhegy – Balatonkenese – Balatonfűzfő – Balatonalmádi – Káptalanfüred – Alsóörs – Csopak – Balatonarács – Balatonfüred – Aszófő – Örvényes – Balatonudvari – Fövenyes – Balatonakali-Dörgicse – Zánka-Erzsébettábor – Zánka-Köveskál – Balatonszepezd – Szepezdfürdő – Révfülöp – Balatonrendes – Ábrahámhegy – Badacsonyörs – Badacsonytomaj – Badacsony – Badacsonylábdihegy – Badacsonytördemic-Szigliget – Nemesgulács-Kisapáti – Tapolca | Napi 1 pár (Kivéve nyáron)  |
| személyvonat                 | Balatonfüred – Aszófő – Örvényes – Balatonudvari – Fövenyes – Balatonakali-Dörgicse (– Zánka-Erzsébettábor) – Zánka-Köveskál – Balatonszepezd – Szepezdfürdő – Révfülöp – Balatonrendes – Ábrahámhegy (– Badacsonyörs) – Badacsonytomaj – Badacsony (– Badacsonylábdihegy) – Badacsonytördemic-Szigliget – Nemesgulács-Kisapáti – Tapolca | Nyáron napi 10 pár          |
| sebesvonat                   | Budapest-Déli – Budapest-Kelenföld – Székesfehérvár – Balatonakarattya – Balatonkenese – Balatonfűzfő – Balatonalmádi – Alsóörs – Csopak – Balatonfüred – Aszófő – Örvényes – Balatonudvari (– Fövenyes) – Balatonakali-Dörgicse – Zánka-Erzsébettábor – Zánka-Köveskál – Balatonszepezd (– Szepezdfürdő) – Révfülöp – Balatonrendes – Ábrahámhegy – Badacsonyörs – Badacsonytomaj – Badacsony – Badacsonylábdihegy – Badacsonytördemic-Szigliget – Nemesgulács-Kisapáti – Tapolca | 2 óránként                  |
| sebesvonat                   | Tapolca → Badacsonytördemic-Szigliget → Badacsony → Badacsonytomaj → Ábrahámhegy → Révfülöp → Balatonszepezd → Zánka-Köveskál → Balatonakali-Dörgicse → Balatonudvari → Aszófő → Balatonfüred → Csopak → Alsóörs → Balatonalmádi → Balatonfűzfő → Balatonkenese → Balatonakarattya → Székesfehérvár → Budapest-Kelenföld → Budapest-Déli | Napi 1 Budapest felé        |
| Kék Hullám InterCity         | Budapest-Déli – Budapest-Kelenföld – Székesfehérvár – Balatonalmádi – Balatonfüred – Aszófő – Örvényes – Balatonudvari – Fövenyes – Balatonakali-Dörgicse – Zánka-Erzsébettábor – Zánka-Köveskál – Balatonszepezd – Révfülöp – Balatonrendes – Ábrahámhegy – Badacsonytomaj – Badacsony – Badacsonylábdihegy – Badacsonytördemic-Szigliget – Nemesgulács-Kisapáti – Tapolca (– napi 1-2 tovább Szombathely felé) | Nyáron 2 óránként           |
| Levendula InterCity          | Tapolca → Badacsonytördemic-Szigliget → Badacsony → Badacsonytomaj → Révfülöp → Zánka-Köveskál → Balatonakali-Dörgicse → Balatonfüred → Alsóörs → Balatonalmádi → Balatonfűzfő → Balatonkenese → Balatonakarattya → Székesfehérvár → Budapest-Kelenföld → Budapest-Déli | Nyáron napi 1 Budapest felé |
| Csabai Tekergő expresszvonat | Békéscsaba – Murony – Mezőberény – Gyoma – Mezőtúr – Szolnok – Cegléd – Ferihegy – Kőbánya-Kispest – Budapest-Kelenföld – Velence – Székesfehérvár – Balatonakarattya – Balatonkenese – Balatonfűzfő – Balatonalmádi – Alsóörs – Csopak – Balatonfüred – Balatonakali-Dörgicse – Zánka-Köveskál – Szepezdfürdő – Révfülöp (← Badacsonyörs) – Badacsonytomaj – Badacsony – Tapolca | Nyári hétvégéken napi 1 pár |